# T2 (оператор сотовой связи)
T2 (в брендинге стилизуется как t2, до 4 сентября 2024 года «Tele2») — российская телекоммуникационная компания, основанная шведской группой компаний Tele2 AB на базе сетей, приобретённых в Российской Федерации. Работает с 2003 года. С февраля 2020 года владельцем t2 является компания Ростелеком. По состоянию на сентябрь 2024 года компания обслужила 48 миллионов абонентов.
Абонентская база t2 по итогам 2021 года составляла 47,5 млн пользователей с учётом виртуального оператора «Ростелеком», работающего на сети t2. По состоянию на сентябрь 2022 года компания работала в 69 субъектах Российской Федерации.
Функционирует в качестве группы компаний, полное наименование головной структуры холдинга — Общество с ограниченной ответственностью «T2 РТК Холдинг». Штаб-квартира — в Москве.
В 2022 году исполнительный вице-президент Tele2 AB Виктор Вальстрем заявил, что компания не будет продлевать лицензию по истечении срока действия текущего контракта на бренд с российской Tele2. 4 сентября 2024 года компания «Tele2 Россия» провела ребрендинг и сменила название на t2.

## История
История компании ведёт начало с 1990-х годов, когда американо-шведской компанией Millicom International Cellular были созданы операторы сотовой связи, оказывавшие услуги по стандарту D-AMPS в различных регионах России. В 2001 году Millicom продала свои российские активы шведскому холдингу Tele2, который приступил к внедрению в приобретённых сетях стандарта GSM и перевёл их под свой бренд.
В России Tele2 появилась в 2003 году. В течение первых двух лет работы на российском рынке (2003—2004) «Tele2 Россия» начала оказание услуг в 12 регионах. К 2009 году совокупная абонентская база превышала 13,3 млн человек, а в 2011 году количество пользователей «Теле2» превысило 20 миллионов.
27 марта 2013 года стало известно, что шведская группа Tele2 приняла решение о продаже российского подразделения «Tele2 Россия» группе ВТБ. 4 апреля сделка была завершена.
17 октября 2013 года Группа ВТБ закрыла сделку по продаже 50 % акций компании «Tele2 Россия» консорциуму частных инвесторов, владеющих Банком «Россия», среди которых — Юрий Ковальчук (председатель совета директоров банка «Россия») и Алексей Мордашов (совладелец «Северстали»), а также 5 % компании «Tele2 Россия» купила страховая группа «Согаз».
6 февраля 2014 года «Ростелеком» и «Tele2 Россия» подписали рамочное соглашение об интеграции мобильных активов в уставный капитал совместного предприятия (СП) «Tele2 Рус Холдинг». Сделка, в результате которой был создан новый крупный федеральный игрок на рынке сотовой связи, завершилась в течение года. По условию соглашения «Ростелеком» передал в СП мобильные активы и стал одним из акционеров объединённой компании. Совместное предприятие было создано на базе ООО «Тele2 Рус Холдинг» (позже переименован в «Тele2 РТК Холдинг»), которое владеет всеми операционными компаниями «Tele2 Россия».
28 марта 2014 года завершён первый этап сделки по интеграции мобильных активов «Ростелекома» и созданию нового федерального сотового оператора. Под операционный и финансовый контроль «Tele2 Россия» перешли семь дочерних сотовых компаний «Ростелекома» — «Скай Линк», «Нижегородская сотовая связь», «Байкалвестком», «БИТ», «Волгоград GSM», «ЕТК» и «АКОС». Также «Tele2 Россия» получила операционный контроль над сотовыми интегрированными активами «Ростелекома» (Элайн GSM, Тамбов GSM, Utel, Дальсвязь GSM) через создаваемую с 1 апреля 2014 года дочернюю компанию «Ростелекома» ЗАО «РТ-Мобайл». В результате «Ростелеком» стал участником совместного предприятия с долей в уставном капитале в размере 45 % в голосах и 26 % экономической доли.
5 августа 2014 года ОАО «Ростелеком» досрочно завершило второй, окончательный этап сделки с «Tele2 Россия» по созданию нового федерального оператора мобильной связи, передав в совместное предприятие (СП) 100 % акций дочерней компании ЗАО «РТ-Мобайл». В рамках реорганизации в ЗАО «РТ-Мобайл» были выделены интегрированные мобильные активы «Ростелекома», также на компанию были переоформлены лицензии. В результате сделки «Ростелеком» передал в СП все свои мобильные активы. В результате «Ростелеком» стал участником совместного предприятия с долей в уставном капитале в размере 45 % в голосах и 45 % экономической доли, а «Tele2 Россия» в лице вновь образованного ООО «Т2 РТК Холдинг» получила долю 55 % в голосах в уставном капитале СП и 55 % экономической доли, то есть «Tele2 Россия» получила контроль в совместном предприятии. Таким образом, завершилось создание национального оператора мобильной связи, обладающего широким спектром лицензий и частот по всей стране (в том числе 3G и федеральной LTE), текущим географическим присутствием в 64 регионах, существенной 16 % долей на рынке сотовой связи, которую обеспечивают более 38 млн сотовых абонентов.
16 июня 2015 года оператор «Tele2 Россия» завершил юридическую реорганизацию, присоединив к своей структуре — ООО «Т2 Мобайл» — 33 операционные компании холдинга. Реструктуризация не потребовала финансовых вложений и не привела к сокращению персонала. В результате количество юридических лиц в структуре «Tele2 Россия» значительно сократилось. Головной компанией группы осталось ООО «Т2 РТК Холдинг», а его 100%-я «дочка» «Т2 Мобайл» осуществляет операционную деятельность, оказывая услуги сотовой связи под брендом Tele2.
12 февраля 2020 года ПАО «Ростелеком» заключило с ПАО «Банк ВТБ» и консорциумом инвесторов юридически обязывающие соглашения по приобретению 55 % долей ООО «Т2 РТК Холдинг». Расчёты и переход права собственности в рамках сделки по консолидации 100 % долей были завершены 16 марта 2020 года.
4 сентября 2024 года компания «Tele2 Россия» провела ребрендинг и сменила название на t2.

Логотип t2 до 4 сентября 2024 года
Логотип t2 с 4 сентября 2024 года — наст. время

### t2 в регионах России
| История Tele2 в регионах России | История Tele2 в регионах России | История Tele2 в регионах России | История Tele2 в регионах России |
| Субъект РФ                      | Макрорегион «Tele2 Россия»      | История работы в регионе | Услуги 3G, 4G/LTE |
| ------------------------------- | ------------------------------- | --- | --- |
| Адыгея                          | Юг                              | ЗАО «Адыгейская сотовая связь» работало с 1999 года. В 2008 году компанию приобрела «Tele2 Россия». | В августе 2015 года запуск сети 3G. В декабре 2015 года запуск сети LTE. |
| Бурятия                         | Сибирь                          | ЗАО «Улан-Удэнская Сотовая Связь» работало с 1998 года. В 2010 году компания присоединена к «Байкалвесткому». В июне 2015 года в Бурятии начались продажи SIM-карт под брендом Tele2. | В октябре 2015 года запуск сети 3G. В феврале 2018 года запуск LTE. |
| Карелия                         | Северо-Запад                    | В 2007 году «Tele2 Россия» получила лицензию GSM-1800. Продажи SIM-карт Tele2 стартовали в регионе в 2010 году. | В июле 2015 года запуск сети 3G. В июне 2016 года в регионе запущена сеть 4G. |
| Коми                            | Северо-Запад                    | ЗАО «Парма Мобайл» работало с 1995 года. В 2006 году 75 % акций компании у американской MCT Corporation и 25 % акций у миноритарных акционеров приобрела Tele2. Tele2 оказывает услуги связи в Республике Коми с 2006 года. | В апреле 2015 года запуск сети 3G. В декабре 2015 года запущена сеть LTE. |
| Марий Эл                        | Волга                           | ОАО «Мартелком» работало с 1993 года. В 2001 году на базе компании заработал сотовый оператор «Элайн GSM». В октябре 2015 года Tele2 начала оказывать в регионе услуги под собственным брендом. | В октябре 2015 года запуск сети 3G. В феврале 2018 года запуск LTE. |
| Мордовия                        | Волга                           | ЗАО «РТКОМ» работало с 1997 года. В 2005 году компанию приобрело ОАО «ВолгаТелеком». В 2007 году ЗАО «РТКОМ» было присоединено к ЗАО «НСС». В сентябре 2015 года в регионе начались продажи SIM-карт под брендом Tele2. | В сентябре 2015 года запуск 3G. В ноябре 2015 года запуск сети LTE. |
| Татарстан                       | Волга                           | ОАО «Татинком-Т» учреждено в 1992 году. В 2000 году ПАО «Татнефть» получило 83,4 % акций, которые купили в 2003 году ОАО «ВолгаТелеком» и ОАО «Уралсвязьинформ» (доля 33 %). В 2007 году ОАО «ВолгаТелеком» получило 100 % акций и ОАО «Татинком-Т» было присоединено к ЗАО «НСС». В июле 2015 года Tele2 начала оказывать в регионе услуги под собственным брендом. | Tele2 предоставляет в регионе услуги связи в стандартах 2G, 3G и 4G. В августе 2017 года запуск сети LTE.                                                                                      |
| Тыва                            | Сибирь                          | ЗАО «Енисейтелеком» работало с 2009 года. Продажи SIM-карт Tele2 начались в сентябре 2015 года. | В декабре 2015 года запуск сети 3G. В июле 2018 запуск LTE. |
| Удмуртия                        | Волга                           | В 2001 году Tele2 приобрела ЗАО «Сотовая Связь Удмуртии» у американо-шведской компании Millicom International Cellular. В 2003 году Tele2 увеличила долю с 55 % до 74,5 %, а в 2009 году довела долю до 100 %. | В апреле 2015 года запуск сети 3G. В мае 2017 года запуск сети LTE. |
| Хакасия                         | Сибирь                          | ЗАО «Саянтелеком» работало с 2000 года. В 2004 году доля ЗАО «Енисейтелеком» была доведена до 100 %, а в 2005 году было к присоединено ЗАО «Енисейтелеком». Продажи SIM-карт под брендом Tele2 начались в сентябре 2015 года. | В сентябре 2015 года запуск сети 3G, в ноябре 2015 года — запуск сети 4G. |
| Чувашия                         | Волга                           | ЗАО «Чувашия Мобайл» работало с 1995 года. В 2005 году ОАО «ВолгаТелеком» приобрела 70 % компании у MCT Corporation, доведя свою долю до 100 %. В 2007 году ЗАО «Чувашия Мобайл» было присоединено к ЗАО «НСС». Продажи SIM-карт под брендом Tele2 начались в августе 2015 года. | В августе 2015 года запуск сети 3G. В ноябре 2015 года запуск сети LTE. |
| Алтайский край                  | Сибирь                          | ОАО «Алтайсвязь» работало с 2002 года. В 2005 году ЗАО «Енисейтелеком» приобрело 59,7 % акций компании. В 2007 году ЗАО «Енисейтелеком» увеличило долю в уставном капитале ОАО «Алтайсвязь» до 99,72 %. В 2010 году ОАО «Алтайсвязь» было присоединено к «Енисейтелекому». В сентябре 2015 года начались продажи SIM-карт под брендом Tele2. | В сентябре 2015 года запуск сети 3G. В декабре 2017 года запуск LTE. |
| Забайкальский край              | Дальний Восток                  | В 2007 году ЗАО «Байкалвестком» получило лицензию GSM-1800 в Читинской области и Агинском Бурятском автономном округе, ЗАО «АКОС» получило лицензию GSM-1800 на Агинский Бурятский автономный округ По состоянию на начало 2020 года сеть не построена и не запущена в коммерческую эксплуатацию. | — |
| Камчатский край                 | Дальний Восток                  | Камчатский филиал ОАО «Дальсвязь» работал с 1998 года. В 2011 году «Tele2 Россия» получила лицензию GSM-1800. | Сеть 2G запущена в 2012 году. В сентябре 2015 запуск 3G. В мае 2018 запуск LTE. |
| Краснодарский край              | Юг                              | ООО «Телеком Евразия» работало с 1999 года в стандарте DAMPS. В 2003 году компанию купило ЗАО «СМАРТС», которое в 2007 году продало её «Tele2 Россия». | В июле 2015 года запуск сети 3G. В августе 2016 года запуск сети LTE. |
| Красноярский край               | Сибирь                          | ЗАО «Енисейтелеком» работало в Красноярском крае и Таймырском автономном округе с 1997 года. В 2007 году «Tele2 Россия» получила лицензию GSM-1800 в Эвенкийском районе Красноярского края. Услуги связи под брендом Tele2 компания начала оказывать в июле 2015 года на расширенной и модернизированной сети ЗАО «Енисейтелеком». | В августе 2015 года запуск сети 3G. В апреле 2017 запуск LTE. |
| Пермский край                   | Урал                            | Услуги сотовой связи с 1996 года оказывал Пермский филиал ОАО «Уралсвязьинформ». В июле 2015 года начались продажи SIM-карт под брендом Tele2. | В августе 2015 года запуск сети 3G. В августе 2017 году состоялся запуск сети LTE. |
| Приморский край                 | Дальний Восток                  | ЗАО «АКОС» работало с 1994 года. В 2005 году 92,26 % акций компании приобрело ЗАО «Интегратор.ру», которое в 2006 году было приобретено ОАО «Дальсвязь». Продажи SIM-карт под брендом Tele2 начались в июне 2015 года. | С июня 2015 года запуск сетей 2G и 3G. Май 2018 года — запуск LTE. |
| Архангельская область           | Северо-Запад                    | ЗАО «Архангельские Мобильные Сети» работало с 1995 года, в 2004 году запуск сети GSM-1800. В 2006 году «Tele2 Россия» приобрела оператора у MCT Corporation. В 2007 году состоялся запуск бренда Tele2 в Архангельской области. | В августе 2015 года запуск сети 3G. В июне 2017 года запуск сети LTE. |
| Белгородская область            | Черноземье                      | В 2001 году «Tele2 Россия» приобрела местного оператора сотовой связи у Millicom International Cellular. ЗАО «Белгородская Сотовая Связь» («БСС») работала с 1994 года. В 2004 году Tele2 купила 70 % акций ЗАО «БСС», а в 2006 году купила ещё 30 % акций. С апреля 2004 года предоставляла услуги связи в формате GSM под торговой маркой Tele2. | В апреле 2015 года запуск сети 3G. В апреле 2017 года запуск сети LTE. |
| Брянская область                | Черноземье                      | В 2007 году «Tele2 Россия» получила лицензию GSM-1800. В июле 2009 года в регионе состоялся запуск бренда Tele2. | В августе 2015 года запуск сети 3G. В августе 2017 года запуск сети LTE. |
| Владимирская область            | Центр                           | В 2007 году «Tele2 Россия» получила лицензию GSM-1800. В 2009 году запуск сети GSM. | В июне 2015 года запуск сети 3G. В июле 2017 года запуск сети LTE. |
| Волгоградская область           | Черноземье                      | ЗАО «Волгоград-GSM» работало с 1999 года. В сентябре 2011 года ОАО «Ростелеком» приобрело 50 % акций ЗАО компании у ОАО «СМАРТС», доведя свою долю до 100 %. В мае 2015 года «Tele2 Россия» начала предоставлять в регионе услуги мобильной связи под собственным брендом. | Tele2 предоставляет услуги связи в стандартах 2G, 3G и 4G. В августе 2017 году запуск сети LTE.                                                                                                |
| Вологодская область             | Северо-Запад                    | В 2007 году «Tele2 Россия» получила лицензию GSM-1800. Запуск бренда Tele2 в регионе состоялся в 2009 году. | В апреле 2015 года запуск сети 3G. В мае 2017 года запуск сети LTE. |
| Воронежская область             | Черноземье                      | В 2004 году «Tele2 Россия» приобрела у MCT Corporation и ООО «Вотек» оператора «Вотек Мобайл». Сеть Tele2 была запущена в коммерческую эксплуатацию в 2005 году. В 2013 году «Tele2 Россия» приобрела оператора «Кодотел». | В апреле 2015 года запуск сети 3G. В июне 2016 года запуск сети LTE. |
| Ивановская область              | Центр                           | «Tele2 Россия» запустила сеть мобильной связи в Ивановской области 28 марта 2019 года | Услуги связи в стандартах 3G и 4G стали доступны одновременно с запуском сети в регионе 28 марта 2019 года                                                                                     |
| Иркутская область               | Сибирь                          | В 2001 году «Tele2 Россия» приобрела работавшего с 1995 года оператора «Корпорация Северная Корона» у Millicom International Cellular, но продала его в 2007 году компании «Вымпелком». В 2007 году ЗАО «Байкалвестком» получило лицензии GSM-900 и GSM-1800 в Усть-Ордынском Бурятском автономном округе. В мае 2015 года «Tele2 Россия» начала оказывать услуги связи под своим брендом в Иркутской области, интегрировав в свою структуру оператора «Байкалвестком», который работал в регионе с 1995 года. | Tele2 предоставляет услуги связи в стандартах 2G, 3G и 4G. Запуск сети LTE состоялся в сентябре 2016 года.                                                                                     |
| Калининградская область         | Северо-Запад                    | В 2008 году «Tele2 Россия» приобрела сеть сотовой связи «Цифровая экспансия». Запуск бренда Tele2 в регионе состоялся в 2009 году. | С апреля 2015 года запуск сети 3G. В августе 2017 года запуск сети LTE. |
| Калужская область               | Центр                           | В 2007 году «Tele2 Россия» получила лицензию GSM-1800. Продажи SIM-карт под брендом Tele2 начались в 2009 году. | В июле 2015 года запуск сети 3G. В июле 2017 года запуск сети LTE. |
| Кемеровская область             | Сибирь                          | ЗАО «Сотовый телефон Кузбасса Джи Эс Эм» («СтеК Джи Эс Эм») работало с 1995 года. В 2010 году компания была присоединена к «Енисейтелекому». ЗАО «Кемеровская Мобильная Связь» работало с 1996 года. В 2001 году Tele2 приобрела компанию у Millicom International Cellular. В 2003 году Tele2 начала оказывать услуги связи в регионе под собственным брендом. | В мае 2015 года запуск сети 3G. В мае 2016 года запуск сети LTE. |
| Кировская область               | Волга                           | В 2007 году «Tele2 Россия» получила лицензию GSM-1800. В 2009 году запуск бренда Tele2 в регионе. | Июнь 2015 г. — запуск 3G. В августе 2017 года запуск сети LTE. |
| Костромская область             | Центр                           | В 2007 году «Tele2 Россия» получила лицензию GSM-1800. В 2009 году состоялся запуск бренда Tele2 в Костромской области. | В августе 2015 года запуск сети 3G. В августе 2017 года запуск сети LTE. |
| Курганская область              | Урал                            | В 2005 году компания «Южно-Уральский сотовый телефон», работавшая в Челябинской и Курганской областях, присоединена к ОАО «Уралсвязьинформ». В августе 2015 года «Tele2 Россия» начала предоставлять в регионе услуги мобильной связи под собственным брендом. | В августе 2015 года запуск сети 3G. В июне 2018 года запуск LTE. |
| Курская область                 | Черноземье                      | ЗАО «Курская Сотовая Связь» работало с 1993 года. В 2001 году «Tele2 Россия» приобрела компанию у Millicom International Cellular. В 2004 году в регионе состоялся запуск бренда Tele2. | В августе 2015 года запуск сети 3G. В мае 2017 года запуск сети 4G. |
| Ленинградская область           | Северо-Запад                    | ОАО «Облком» зарегистрировано в 1997 году. В 2001 году «Tele2 Россия» приобрела часть акций ОАО «Облком» у Millicom International Cellular. В 2003 году Tele2 увеличила долю в уставном капитале ОАО «Облком» с 61 % до 97,2 %, а в 2006 году Tele2 довела долю в до 100 %. | В ноябре 2014 года запуск сети 3G, в июне 2015 года — сети 4G. В июне 2016 года запуск сети LTE-450.                                                                                           |
| Липецкая область                | Черноземье                      | ЗАО «Липецк Мобайл» работало с 1995 года. В 2005 году «Tele2 Россия» приобрела у MCT Corporation и ООО «Липецкая телефонная компания» 94 % акций компании. В 2006 году в регионе состоялся запуск бренда Tele2. | В апреле 2015 года запуск сети 3G. В апреле 2017 года запуск сети LTE. |
| Магаданская область             | Дальний Восток                  | Магаданский филиал ОАО «Дальсвязь» работал с 2001 года. В 2011 году «Tele2 Россия» получила лицензию GSM-1800. Tele2 оказывает услуги связи в регионе под собственным брендом с 2012 года. | Апрель 2018 года запуск LTE. |
| Московская область              | Москва и область                | Лицензию 3G на Московский регион «Tele2 Россия» получила от «Ростелекома» в марте 2014 года при объединении сотовых активов. В октябре 2015 года состоялся запуск сети «Tele2 Россия» в коммерческую эксплуатацию. | В июле 2016 года запуск сети LTE-450. В апреле 2017 года запуск сети LTE (VoLTE). |
| Мурманская область              | Северо-Запад                    | ЗАО «Мурманская Мобильная Сеть» работало с 1995 года. В 2006 году компанию приобрела «Tele2 Россия» (75 % акций у американской MCT Corporation, 25 % акций у миноритарных акционеров). Запуск бренда Tele2 в регионе состоялся в 2007 году. | В апреле 2015 года запуск сети 3G. В сентябре 2017 года запущена сеть LTE. |
| Нижегородская область           | Волга                           | ООО «Персональные системы связи в Регионе» («ПССР») работало с 1992 года. В 2001 году «Tele2 Россия» приобрела «ПССР» у Millicom International Cellular. ЗАО «Нижегородская Сотовая Связь» («НСС») работало с 1995 года. В 2003 году ОАО «ВолгаТелеком» приобрела 50 % акций ЗАО «НСС» у Russian Telecommunications Development Holdings Corporation (RTDHC), консолидировав 100 % акций оператора. В 2004 году в регионе появился бренд Tele2.                                                                | В январе 2015 года запуск сети 3G. В сентябре 2016 года запуск сети 4G. |
| Новгородская область            | Северо-Запад                    | ЗАО «Новгородские Телекоммуникации» работало с 2004 года. В 2006 году «Tele2 Россия» приобрела компанию у MCT Corporation. В 2007 году состоялся запуск бренда Tele2. | В июле 2015 года запуск сети 3G. В мае 2016 года запуск пилотной сети LTE 450. В июле 2017 года запуск сети 4G.                                                                                |
| Новосибирская область           | Сибирь                          | В 2007 году «Tele2 Россия» получила лицензию GSM-1800. В августе 2009 года в регионе была запущена сеть Tele2. | В ноябре 2014 года запуск сети 3G. В сентябре 2016 года запуск сети LTE. |
| Омская область                  | Сибирь                          | В 2001 году «Tele2 Россия» приобрела ЗАО «Сибирская сотовая связь» у Millicom International Cellular. В 2003 году доля Tele2 в ЗАО «Сибирская сотовая связь» увеличилась с 60 % до 100 %. Запуск бренда Tele2 в регионе состоялся в 2004 году. | В мае 2015 года запуск сети 3G. В апреле 2017 года запуск сети LTE. |
| Оренбургская область            | Урал                            | ЗАО «Оренбург-GSM» работало с 1997 года. В 2011 году ОАО «Ростелеком» приобрело 49 % акций ЗАО «Оренбург-GSM» у ОАО «СМАРТС», доведя свою долю до 100 %. В августе 2012 года ЗАО «Оренбург-GSM» было присоединено к ЗАО «НСС». В сентябре 2015 года «Tele2 Россия» начала предоставлять в регионе услуги мобильной связи под собственным брендом. | В августе 2015 года начала оказывать услуги на сети 3G. В марте 2018 — запуск LTE. |
| Орловская область               | Черноземье                      | В 2007 году «Tele2 Россия» получила лицензию GSM-1800. В сентябре 2009 года в регионе состоялся запуск бренда Tele2. | В августе 2015 года запуск сетей 3G и LTE. |
| Пензенская область              | Волга                           | ЗАО «Пенза Мобайл» работало с 1995 года. В 2005 году ОАО «ВолгаТелеком» приобрела 60 % компании у MCT Corporation, доведя свою долю до 100 %. В 2007 году ЗАО «Пенза Мобайл» было присоединено к ЗАО «НСС». В июне 2015 года «Tele2 Россия» начала предоставлять в регионе услуги мобильной связи под собственным брендом. | «Tele2 Россия» предоставляет услуги связи в стандартах 2G и 3G. Январь 2018 года — запуск LTE.                                                                                                 |
| Псковская область               | Северо-Запад                    | В 2007 году «Tele2 Россия» получила лицензию GSM-1800. В 2010 году в регионе начались продажи SIM-карт под брендом Tele2. | В августе 2015 года запуск сети 3G. В августе 2017 года запуск сети LTE. |
| Ростовская область              | Юг                              | ЗАО «Ростовская сотовая связь» работало с 1993 года. В 2001 году Tele2 приобрела ЗАО «Ростовская сотовая связь» у Millicom International Cellular. В 2003 году доля «Tele2 Россия» в уставном капитале ЗАО «Ростовская сотовая связь» увеличилась с 75 % до 87,5 %. Запуск бренда Tele2 в регионе состоялся в 2003 году. | В апреле 2015 года запуск сети 3G. В августе 2016 года запуск сети LTE. |
| Рязанская область               | Центр                           | В 2007 году «Tele2 Россия» получила лицензию GSM-1800. В 2009 году в регионе состоялся запуск бренда Tele2. | В июне 2015 года запуск сети 3G. В августе 2017 года запуск сети LTE. |
| Самарская область               | Волга                           | В октябре 2015 года «Tele2 Россия» получила лицензию GSM-1800. Самарская область стала последним из 23 регионов, где компания запустила бренд Tele2 в рамках проекта по созданию нового федерального оператора. Tele2 начала предоставлять услуги под собственным брендом в регионе в марте 2016 года. | В марте 2016 года запуск сети 3G. |
| Саратовская область             | Черноземье                      | ЗАО «Саратов Мобайл» работало с 1995 года. В 2005 году ОАО «ВолгаТелеком» приобрела 50 % компании у MCT Corporation, доведя свою долю до 100 %. В 2007 году ЗАО «Саратов-Мобайл» было присоединено к ЗАО «НСС». Саратовская область стала первым регионом, где компания в мае 2015 года запустила бренд Tele2 в рамках проекта по созданию нового федерального оператора. | Tele2 предоставляет в регионе услуги связи в стандартах 2G, 3G и 4G. |
| Сахалинская область             | Дальний Восток                  | ООО «Беспроводные информационные технологии» (ООО «БИТ») получило лицензию GSM в 2001 году, а в 2005 году компанию купило ОАО «Дальсвязь». В 2011 году «Tele2 Россия» получила лицензию GSM-1800. В октябре 2012 года в регионе состоялся запуск бренда Tele2. | В августе 2015 года запуск сети 3G. В мае 2018 — запуск LTE. |
| Свердловская область            | Урал                            | ЗАО «Ермак RMS» работало с 1994 года. В декабре 2003 года ОАО «Уралсвязьинформ» получило лицензию на предоставление услуг сотовой связи стандарта GSM в регионе. В 2005 году ЗАО «Ермак RMS» было присоединено к ОАО «Уралсвязьинформ». «Tele2 Россия» начала предоставлять услуги под собственным брендом в Свердловской области в июле 2015 года. | В августе 2015 года запуск сети 3G. В сентябре 2016 года запуск сети LTE. |
| Смоленская область              | Центр                           | ЗАО «Смоленская сотовая связь» создано в 1993 году. В 2001 году Tele2 приобрела компанию у Millicom International Cellular. Бренд Tele2 присутствует в Смоленской области с 2003 года. | В апреле 2015 года запуск сети 3G. В июле 2017 года запуск сети LTE. |
| Тамбовская область              | Черноземье                      | Тамбовский филиал ОАО «ЦентрТелеком» оказывал услуги под торговой маркой «Тамбов GSM» с 1997 года. В 2007 году «Tele2 Россия» получила лицензию GSM-1800. В августе 2009 года состоялся запуск бренда Tele2 в регионе. | В декабре 2014 года запуск сети 3G, в октябре 2016 года запуск сети LTE. |
| Тверская область                | Центр                           | В 2007 году «Tele2 Россия» получила лицензию GSM-1800. Запуск тверского филиала Tele2 состоялся в сентябре 2009 года. | В мае 2016 года запуск первой в России LTE-сети на частотах 450 МГц. В августе 2017 года запуск сети 4G.                                                                                       |
| Томская область                 | Сибирь                          | В 2007 году «Tele2 Россия» получила лицензию GSM-1800. Tele2 начала предоставлять услуги под собственным брендом в Томской области в 2009 году. | Июль 2015 — запуск 3G. В августе 2017 года запуск сети LTE. |
| Тульская область                | Центр                           | В 2007 году «Tele2 Россия» получила лицензию GSM-1800. В 2009 году состоялся запуск бренда Tele2 в регионе. В феврале 2015 года доля в ЗАО «Тульская Сотовая Радиотелефонная связь» была увеличена с 40 % до 100 %. | Тульская область стала первым регионом Tele2, в котором в декабре 2014 года запустили сеть LTE. Сентябрь 2015 года — запуск 3G.                                                                |
| Тюменская область               | Урал                            | ООО «Тюменьруском» работало с 1995 года. В 2005 году было присоединено к ОАО «Уралсвязьинформ». В августе 2015 года Tele2 начала предоставлять услуги мобильной связи в Тюменской области под собственным брендом. | В августе 2015 года запуск сети 3G. В июне 2017 года запуск сети LTE. |
| Ульяновская область             | Волга                           | ЗАО «Ульяновск-GSM» работало с 1997 года. В 2004 году ОАО «ВолгаТелеком» приобрело 9 % акций у акционеров ЗАО «Ульяновск-GSM». В 2008 году ОАО «ВолгаТелеком» приобрело 40 % акций ЗАО «Ульяновск-GSM» у ОАО «СМАРТС», доведя свою долю до 100 %. В 2009 году ЗАО «Ульяновск-GSM» было присоединено к ЗАО «НСС». В июне 2015 года ООО «Т2 Мобайл» запустило коммерческие операции в регионе под брендом Tele2.                                                                                                 | «Tele2 Россия» предоставляет в регионе услуги связи в стандартах 2G, 3G и 4G. В ноябре 2015 года запуск сети LTE.                                                                              |
| Челябинская область             | Урал                            | ООО «Челябинская сотовая Связь» работало с 1993 года. В 2001 году Tele2 приобрела компанию у Millicom International Cellular. В 2003 году «Tele2 Россия» увеличила долю в уставном капитале компании с 51 % до 100 %. Запуск бренда Tele2 в Челябинской области состоялся в апреле 2004 года. В 1995 году в Челябинске заработала компания «Южно-Уральский сотовый телефон». В 2005 году оператор был присоединён к ОАО «Уралсвязьинформ».                                                                     | В ноябре 2014 года запуск сети 3G. В сентябре 2016 года запуск сети LTE. |
| Ярославская область             | Центр                           | «Tele2 Россия» запустила сеть мобильной связи в Ярославской области 4 апреля 2019 года | Услуги связи в стандартах 3G и 4G стали доступны одновременно с запуском сети в регионе 4 апреля 2019 года                                                                                     |
| Москва                          | Москва и область                | «Tele2 Россия» получила от «Ростелекома» лицензию 3G на Московский регион в марте 2014 года при объединении сотовых активов. В октябре 2015 года состоялся запуск сети Tele2 в коммерческую эксплуатацию. | В июле 2016 года запуск сети LTE-450. В апреле 2017 года запуск для абонентов Московского региона услуги передачи голоса в сетях LTE (VoLTE).                                                  |
| Санкт-Петербург                 | Северо-Запад                    | ОАО «Санкт-Петербург Телеком» работало с 1992 году. В 2001 году Tele2 приобрела компанию у Millicom International Cellular. В 2003 году «Tele2 Россия» увеличила долю в уставном капитале компании с 61 % до 86 %, в том же году запуск сети GSM под собственным брендом. | В ноябре 2014 года запуск сети 3G, а в июне 2015 года запуск сети 4G. В сентябре 2015 года запуск сетей LTE на 67 станциях Петербургского метрополитена. В июне 2016 года запуск сети LTE-450. |
| Еврейская АО                    | Дальний Восток                  | В 2011 году «Tele2 Россия» получила лицензию GSM-1800. Запуск бренда в регионе состоялся в 2012 году. | В апреле 2019 года запуск сети 4G. |
| Ненецкий АО                     | Северо-Запад                    | В 2007 году «Tele2 Россия» получила лицензию GSM-1800. По состоянию на начало 2020 года сеть не построена и не запущена в коммерческую эксплуатацию. | — |
| Ханты-Мансийский АО — Югра      | Урал                            | Подключение первых мобильных абонентов в ХМАО ОАО «Уралсвязьинформ» начало в 2004 году. Также в регионе работало ЗАО «Ермак RMS», присоединённое в 2005 году к ОАО «Уралсвязьинформ». В августе 2015 года ООО «Т2 Мобайл» запустило коммерческие операции в регионе под брендом Tele2. | «Tele2 Россия» предоставляет в регионе услуги связи в стандартах 2G и 4G. В августе 2015 года запуск сети LTE.                                                                                 |
| Чукотский АО                    | Дальний Восток                  | ООО «Беспроводные информационные технологии» (ООО «БИТ») получило лицензию GSM в 2001 году, а в 2005 году компанию купило ОАО «Дальсвязь». В 2011 году «Tele2 Россия» получила лицензию GSM-1800. По состоянию на начало 2020 года сеть не построена и не запущена в коммерческую эксплуатацию. | — |
| Ямало-Ненецкий АО               | Урал                            | В регионе работало ЗАО «Ермак RMS», присоединённое в 2005 году к ОАО «Уралсвязьинформ». «Tele2 Россия» начала предоставлять услуги под собственным брендом в ЯНАО в сентябре 2015 года. | Tele2 предоставляет в регионе услуги связи в стандартах 2G, 3G и 4G. В октябре 2015 года запуск сети LTE.                                                                                      |
| Хабаровский край                | Дальний Восток                  | Первоначально стройка была запланирована в 2014—2015 гг. Повторно — на 2018—2019 гг.. Строительство сети было начато в IV квартале 2021 года. 29 июля 2022 г. сеть была введена в тестовую эксплуатацию. Официальный запуск состоялся 8 сентября 2022 года вместе с открытием салонов связи. | Предоставляет в регионе услуги связи в стандартах GSM-1800 (2G) и LTE-1800/2100 (4G). |

После закрытия сделки по интеграции мобильных активов и юридического завершения создания нового федерального сотового оператора Tele2 стала оказывать услуги связи в 65 регионах России, получила лицензии 2G/3G во всех федеральных округах и 4G-лицензию на всю территорию России.
В 2015 году Tele2 начала массовый запуск услуг сотовой связи под своим брендом в 23 регионах России. Ранее в этих регионах работали сотовые компании «Ростелекома», которые были переданы Tele2 в рамках сделки по созданию нового федерального оператора мобильной связи.
В сентябре 2015 года был анонсирован планируемый запуск сетей 2G/3G/4G в Ставропольском крае в конце 2016 года, но этого не произошло, так как в компании предпочли сосредоточиться на более платёжеспособном московском регионе. Диапазон номеров для Tele2 на Ставропольский край уже выделен Россвязью. В ноябре 2019 года появилась информация о том, что строительство сети Tele2 в Ставропольском крае планируется в 2020 году, а запуск намечен на 2021 год.
22 октября 2015 года Tele2 запустила в коммерческую эксплуатацию сеть в стандартах 3G и 4G в Москве и Московской области. Компания обеспечила качественное покрытие столичного региона: на момент запуска сеть Tele2 была доступна 90 % населения столицы и 75 % населения Московской области. На старте Tele2 открыла более 400 монобрендовых салонов и торговых модулей на центральных улицах Москвы и городов Подмосковья, а также в популярных торгово-развлекательных центрах. По итогам марта 2016 года абонентская база Tele2 в Москве и Московской области превысила 2 миллиона пользователей.
28 марта 2019 года сеть Tele2 в стандартах 2G/3G/4G запущена в Ивановской области, а с 4 апреля 2019 года — в Ярославской области.
В конце августа 2020 года оператор запустил сеть в Республике Алтай в стандарте 2G и 4G. В результате этого вся Центральная Россия и Сибирь стали покрыты сетью Tele2.
8 сентября 2022 года оператор запустил сеть в Хабаровском крае в стандарте GSM-1800 (2G) и LTE (4G). Таким образом, география присутствия оператора в регионах России составляет 69 субъектов.
В 2023 году в Ставропольском крае построили и запустили базовые станции Т2-Ростелеком по программе УЦН 2.0. В настоящее время работает несколько базовых станций в регионе, в Ставрополе и в Минеральных Водах.
8 октября 2024 года t2 отменил роуминг в Крыму и Севастополе.
Запуск сети t2 в Ставропольском крае состоялся 20 марта 2025 года. Регион стал 70-м.

## Собственники

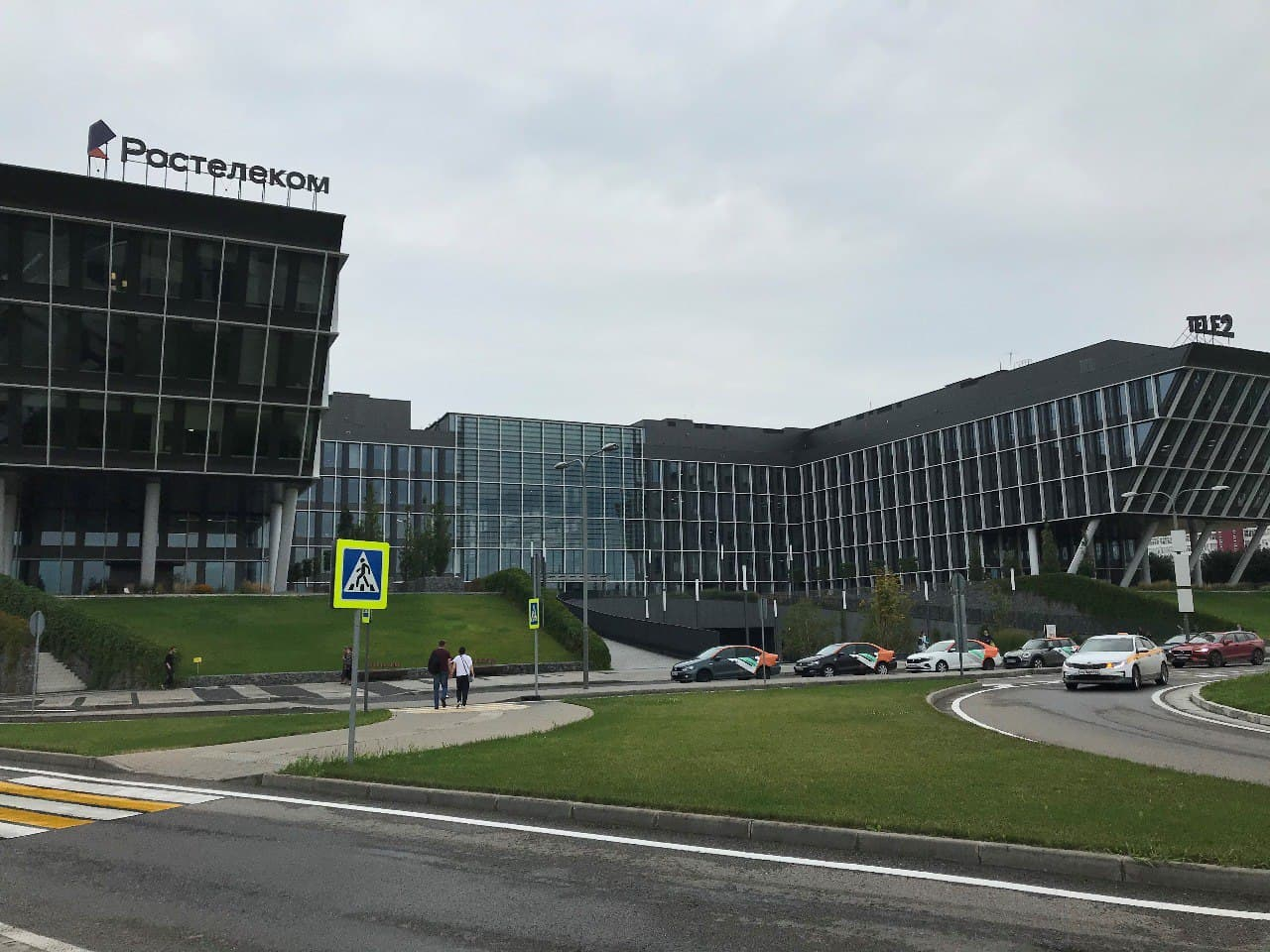
Главный офис «t2» в Москве

С февраля 2020 года компания на 100 % принадлежит ПАО «Ростелеком».
До февраля 2020 года каждый из акционеров ООО «Т2 РТК Холдинг» имел преимущественное право покупки доли оператора. Правило было закреплено в Уставе холдинга и означало, что в случае поступления кому-либо из владельцев предложения о продаже пакета или его части другой владелец может купить бумаги по цене предложения в течение 30 дней с момента получения оферты от третьего лица, претендующего на покупку.
В марте 2019 года стало известно, что «Ростелеком» станет единоличным собственником Tele2, увеличив свой пакет акций до 100 %. В феврале Росимущество дало резолюцию на увеличение доли госкомпании.
12 марта 2019 года было объявлено о достижении договорённостей по консолидации 100 % Tele2 «Ростелекомом». При этом «Ростелеком» планирует сохранить бренд и менеджмент оператора. По словам президента «Ростелекома» Михаила Осеевского, «в Tele2 работает сильная команда, которая результатами доказала свою эффективность».
12 февраля 2020 года ПАО «Ростелеком» получило 100 % ООО «Т2 РТК Холдинг». 17,5 % долей Tele2 госоператор приобрёл за собственные деньги, 27,5 % — за счёт суммы от дополнительной эмиссии акций «Ростелекома» в пользу ВТБ, ещё 10 % — в обмен на 10 % собственных обыкновенных акций, которые находятся на балансе дочернего ООО «Мобител». 16 марта 2020 года расчёт и переход прав собственности в рамках сделки по консолидации 100 % долей были завершены.

## Деятельность
t2 в России является оператором сотовой связи в стандартах GSM, 3G и LTE. До продажи ВТБ «Tele2 Россия» являлась единственной иностранной компанией, которая успешно действовала на российском сотовом рынке. Для Tele2 AB до 2013 года Россия являлась основным рынком, обеспечивавшим на 2010 год свыше половины всех абонентов и 34,7 % (наибольшая доля среди всех стран) EBITDA.

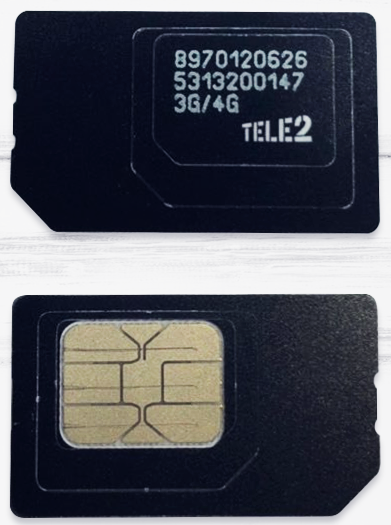
SIM-карта Tele2 2018

В 2013 году операционная выручка «Tele2 Россия» составила 65,3 млрд рублей, увеличившись на 10 % по сравнению с 2012 годом. Показатель EBITDA составил 24,2 млрд рублей, увеличившись на 12 % в сравнении с 2012 годом. В 2014 выручка составила 71,5 млрд руб., а чистый убыток — 848 млн руб, EBITDA увеличился на 3,2 % и составил 25 млрд рублей. В 2015 году, по данным компании, операционная выручка выросла на 8,3 % в сравнении с 2014 годом и составила 94,6 млрд рублей, а показатель EBITDA составил 23,4 млрд рублей, уменьшившись на 6,4 %.
По итогам II квартала 2016 года выручка компании увеличилась на 10,3 % по сравнению с 2015 годом и составила 26 млрд рублей. Доходы Tele2 от услуг передачи данных выросли на 48 %, до 3,9 млрд рублей. Показатель EBITDA составил 4,3 млрд. На конец июля Tele2 обслуживала 38,9 млн абонентов, что на 12,1 % больше, чем годом ранее. Также в 2016 г. Tele2 объявила, что статус частной компании позволяет не публиковать финансовую и операционную отчётность.
В марте 2020 года компания отчиталась о финансовых и операционных результатах за 2019 год. Выручка Tele2 выросла на 14 % в сравнении с 2018 годом и достигла 163,3 млрд рублей, чистая прибыль составила 6,6 млрд рублей (+144,6 %), показатель EBITDA увеличился на 50 % в сравнении с аналогичным периодом прошлого года и составил 65,6 млрд рублей. Абонентская база Tele2 на 31 декабря 2019 года составляет 44,6 млн человек, что на 5,3 % больше, чем в 2018 году. Средний доход на одного абонента (ARPU) также вырос на 8,3 % до 305 рублей.
По данным Роскомнадзора, в 2018 году Tele2 показала лучший результат в отрасли по темпам развития сетей LTE, в 2 раза увеличив количество базовых станций LTE-стандарта.
С октября 2020 г. Tele2 начала блокировать ESNI-трафик, тем самым нарушая доступ клиентов к сети Интернет и их конфиденциальность. Нет действующего закона и постановления, которое позволяет блокировать эту технологию.
В 2023 году в Санкт-Петербурге по показателям непрерывности соединения Tele2 занимала третье место — 81,9 % после «Билайна» (99,9 %) и МТС (86 %). По показателям пинга (время, за которое отправленный в сеть запрос достигает адресата и возвращается обратно) Tele2 занимала 4-е место с 96 мс., МТС — 56 миллисекунд. Пинг «Билайна» — 59 мс, «МегаФона» — 81 мс.

### Lifestyle enabler
Поначалу Tele2 Россия, как и шведская компания, позиционировала себя в качестве дискаунтера, делая акцент на самую низкую цену на рынке. В 2016 году компания приняла решение выйти за эти рамки и разработала новую стратегию, названную Lifestyle enabler (рус. «помощник в поддержании стиля жизни», появившееся в середине 2010-х годов понятие в маркетинге цифровых и телекоммуникационных продуктов, подразумевает трансформацию компании или продукта в поставщика комплексного сервиса для удовлетворения потребностей клиентов, который помогает им достигать их целей и отвечает их ценностям, см., например, видео Telcos Evolving Into a Digital Lifestyle Enabler, также Make a Branch Visit a Brand Experience, Vodafone Ropes In Vishwanathan Anand To Promote Its RED Plan, As Etisalat positions 4G LTE service as a lifestyle enabler).
Модель Lifestyle enabler подразумевает для Tele2 предложение разнообразных услуг по приемлемым ценам. В рамках этой стратегии оператор создаёт для своих потребителей сервисы вне отрасли телекома в партнёрстве с компаниями из других отраслей. Так, в 2017 году запущен совместный сервис с онлайн-платформой Clouty, агрегатором интернет-магазинов одежды, обуви и аксессуаров. Сервис позволяет пользователям Tele2 пользоваться эксклюзивным доступом к товарам, контенту и консультациям стилистов, а также оплачивать онлайн-шопинг с мобильного счёта. В июне 2018 года запущен проект в области цифровой медицины — приложение для получения телемедицинских консультаций в партнёрстве с компанией Doc+. Среди других программ оператора партнёрская программа лояльности с кэшбеком на мобильный счёт, услуги такси (совместный сервис с компанией Gett) и др.
В октябре 2017 года Tele2 запустила программу лояльности «Больше», рассчитанную на индивидуальные предпочтения абонентов. Оператор предложил клиентам экономить посредством двух способов: пользуясь кэшбэком или скидками на товары и услуги партнёров.
При выборе предложений с кэшбэком у абонента есть возможность вернуть до 40 % от стоимости товара на счёт мобильного телефона. Средства можно направлять на оплату услуг мобильной связи или использовать в сервисах мобильной коммерции «Платежи и переводы». Участником программы может стать любой абонент Tele2, за исключением пользователей с корпоративными тарифами.
В числе партнёров программы есть такие компании, как Яндекс, Шоколадница, AliExpress, Кино Mail и другие.

### Коммуникационная платформа «Другие правила»
В начале 2017 г. оператор представил новую коммуникационную стратегию на 2017—2021 год. Новая концепция предполагает акцент на инновационных продуктах, отражающих предпочтения абонентов и поддерживающих их стиль жизни, и на отличном клиентском сервисе. Запуск стратегии сопровождался изменением фирменного стиля и слогана компании. Новый слоган звучит как «Tele2. Другие правила».
На презентации стратегии объявлены также новые опции: возможность переносить неиспользованные минуты и интернет-трафик на следующий месяц. Эта новая услуга, уникальная для российского рынка, призвана иллюстрировать идеологию новой платформы, подразумевающую прозрачность и выгоду для абонентов. В октябре 2017 г. к этому, также впервые на рынке связи России, добавлена дополнительная услуга — обмен минут на гигабайты.
Частью платформы стала экосистема партнёрских сервисов, в частности, Tele2 выпустила кобрендинговые банковские карты «Другие правила» с Тинькофф банк, Touch Bank, Хоум Кредит.
25 сентября 2019 года Tele2 запустила уникальную для российского телеком-рынка платформу — «Биржу Tele2». Сервис позволяет абонентам по всей стране размещать объявления о продаже минут и гигабайтов из пакета своего тарифа и покупать их из списка размещённых на бирже лотов. Вырученные на бирже средства поступают на счёт телефона, и абонент может потратить их на оплату услуг связи. В первый месяц после запуска сервисом воспользовались 2,5 млн человек.

### Слоганы
В настоящее время слоган «t2 Россия» звучит как «t2. Другие правила. Новый уровень». До него история рекламных слоганов оператора была такой:
- до июля 2007 года — «Tele2: Всегда дешевле»;
- до 1 сентября 2011 года — «Tele2. Просто дешевле»;
- до декабря 2013 года — «Tele2. С умом дешевле»;
- до апреля 2014 года — отсутствовал;
- до 25 января 2017 года — «Tele2. Честно — дешевле» (с октября 2015 года тире отсутствовало);
- до 4 сентября 2024 года — «Tele2. Другие правила»

### eSIM
29 апреля 2019 года Tele2 первым в России предоставил возможность перехода на eSIM в Москве и Московской области.
- В апреле 2019 года МТС, «МегаФон» и «ВымпелКом» выступили против внедрения eSIM в России[297].

14 мая 2019 года выдача eSim Tele2 была приостановлена по решению Минкомсвязи. 20 сентября 2019 года ведомство отменило запрет.

### 5G
В августе 2019 года Tele2 совместно с Ericsson запустила первую в России пилотную зону 5G в Москве на Тверской улице, обеспечив сплошное outdoor-покрытие от Кремля до Садового кольца. Пилотная зона 5G работает в диапазоне 28 ГГц в режиме NSA (Non-standalone), который позволяет развернуть 5G в сетях LTE и упрощает внедрение новейшего стандарта на начальном этапе.
23 августа 2019 года компания провела испытания абонентского оборудования в пилотной сети 5G. Устройство на базе мобильной платформы Qualcomm® Snapdragon™ продемонстрировало пиковую скорость около 2,1 Гбит/c и минимальное время задержки 9 мс.
В октябре 2019 года во флагманском салоне на Тверской улице в Москве компания запустила облачные игры, чтобы показать разницу в качестве гейминга при подключении к сетям 4G и 5G. Игра запускается на удалённом сервере, на устройство пользователя передаётся только «картинка». Во время облачной игры, по сообщению самой компании, на сети 5G была достигнута производительность выше 1 Гбит/c с задержкой до 5 мс.
17 февраля 2020 года Tele2 провела первую в России прямую трансляцию на сети 5G в городской среде. Live-трансляция осуществлялась с устройства Sony Xperia 5G вне помещения, на Тверской улице и Театральной площади, в условиях интенсивного трафика. В ходе тестов мобильный терминал Sony на базе чипа Qualcomm Snapdragon 855 и модема Qualcomm Snapdragon X50 обеспечил устойчивое соединение.
15 августа 2020 года Tele2 совместно со швейцарским оператором Sunrise Tele2 запустил 5G для российских абонентов, прибывающих на территорию Швейцарии. Смартфоны с поддержкой сети пятого поколения подключаются к 5G автоматически при выходе в роуминг.

### «Фабрика MVNO»
В 2016 году Tele2 начал создавать виртуальных операторов сотовой связи (англ. MVNO, mobile virtual network operator) — операторов, которые не имеют собственной инфраструктуры и поэтому используют сеть другого мобильного оператора. Обычно создаётся бизнесами, имеющими обширную клиентскую базу, для предоставления услуги мобильной связи клиентам от своего имени. К ноябрю 2017 года таких MVNO на базе Tele2 было более 10 (наибольшее количество в России), среди них — Ростелеком, Сбербанк, МТТ, Тинькофф банк.
В ноябре компания запустила собственную MVNE-платформу (англ. — mobile virtual network enabler), набор стандартных систем, включающий биллинг, CRM, инструменты аналитики и другие компоненты, необходимые для работы виртуальных операторов MVNO. На базе этой платформы Tele2 объявила о намерении поставить запуск MVNO на поток и создавать их десятками в год. В компании назвали эту стратегию «Фабрикой MVNO». За 2018 год количество абонентов MVNO на базе Tele2 увеличилось на 75 % и составило 1,75 млн человек.
В мае 2018 года на сессии ПМЭФ, посвящённой MVNO, «Ростелеком» подтвердил, что ожидает приобретения sim-карт MVNO тридцатью процентами своих абонентов фиксированного интернета, представители банков расценили свои усилия по созданию виртуальных операторов как часть стратегий по увеличению лояльности клиентов за счёт предоставления им экосистемы услуг.
По итогам 2019 года, на базе Tele2 работает более 20 MVNO (наибольшее количество в России), среди них «Ростелеком», «Сбермобайл», МТТ, «Тинькофф Мобайл», «ВТБ Мобайл». Их абонентская база составила 3,75 млн человек, по сравнению с прошлым годом этот показатель увеличился на 115 %.

### Сервис CyberHero
В марте 2019 года Tele2 объявил о запуске онлайн-платформы для геймеров Cyberhero. Для российского рынка этот продукт стал первым ориентированным как на профессиональных игроков, так и на простых любителей киберспорта.
Портал доступен не только абонентам Tele2, то есть любой пользователь может зарегистрироваться на портале, смотреть live-трансляции и видео, размещать свой игровой видеоконтент, а также участвовать в киберспортивных турнирах без призового фонда.

### Фирменные устройства
В феврале 2016 года оператор выпустил свой первый смартфон под собственным брендом Tele2 Mini. Ранее под своим брендом Tele2 предлагала лишь 3G- и 4G-модемы и роутеры. Tele2 Mini выпущен как доступный аппарат с поддержкой 3G. В ноябре того же года он вошёл в десятку самых продаваемых в России смартфонов и стал девятым, обойдя по количеству продаваемых устройств брендированные модели других операторов.
Помимо роста выручки, продажа собственных недорогих смартфонов должна была стимулировать абонентов пользоваться мобильным интернетом. В том же году были выпущены варианты Midi и Maxi, затем — Tele2 Midi LTE и Maxi LTE с поддержкой 4G, в феврале 2017 — Maxi Plus.

### Судебные разбирательства в России

#### Слоган «Tele2: всегда дешевле!»
Первый слоган «Tele2: всегда дешевле» использовался компанией до 2007 года. Проверки УФАС в разных регионах России показали, что отдельные тарифы у конкурентов оказывались дешевле, и, следовательно, своей рекламной фразой Tele2 вводил потребителей в заблуждение. В Челябинской, Липецкой, Нижегородской, Белгородской областях, по заявлению других операторов, местные УФАС принимали постановления, обязывающие оператора прекратить использовать данный слоган и налагали денежные штрафы. Оспорить эти постановления в суде Tele2 не удалось, и слоган был изменён на «Tele2: просто дешевле».
Филиал МТС в Белгородской области пытался по суду обязать «Tele2 Россия» за свой счёт осуществить публичное опровержение недостоверной рекламы (контррекламу). Однако, после многочисленных судов в 2008—2009 годах, МТС в иске было отказано..

#### Рекламные акции
- В августе 2008 года «Билайн» распространял на юбилейном празднике Tele2 в Омске свои рекламные буклеты, в которых говорилось, что «мафия не заинтересована в благосостоянии своих жертв и потому будет забирать у них всё, что только можно». Эти действия были признаны Омским УФАС РФ недобросовестной конкуренцией[321], директору Омского филиала ОАО «Вымпелком» и компании были назначены денежные штрафы[322]. ОАО «Вымпелком» безуспешно пытался оспорить постановление УФАС в районном суде, затем — в арбитражном суде Омской области[323].
- 30 ноября 2008 года в ходе вечернего шоу, приуроченного к началу работы оператора мобильной связи Tele2, логотип Tele2 проецировался с помощью лазера на рекламный брандмауэр «Билайна», который был размещён на фасаде здания, что стало поводом для обращения ОАО «ВымпелКом» в суд с иском о нарушении сотовым оператором связи ООО «Телеком Евразия» (Tele2 в Краснодарском крае) авторских прав, взыскании компенсации в размере 5 млн рублей и направления в УФАС по Краснодарскому краю заявления о нарушении «Tele2 Россия» антимонопольного законодательства и законодательства о рекламе. В итоге, решением Арбитражного суда Краснодарского края от 25.03.2009 в удовлетворении исковых требований ОАО «ВымпелКом» к ООО «Телеком Евразия» о защите нарушенных авторских прав и взыскания компенсации отказано полностью[324].

#### Непредоставление информации судебным приставам
За отказ «Tele2 Россия» предоставить необходимую информацию представители Федеральной службы судебных приставов (ФССП) наложили на ЗАО «Белгородская сотовая связь» (БСС, структура Tele2) 22 сентября 2009 года штраф в размере 50 тыс. рублей. «Белгородская сотовая связь», в свою очередь, обратилась в Арбитражный суд Белгородской области с иском о признании незаконным постановления приставов. В декабре 2009 года суд удовлетворил требование «БСС», мотивируя это тем, что запрос судебного пристава не относится к перечню случаев, установленных законом «О персональных данных», предусматривающих раскрытие их без согласия самого субъекта этих данных. Девятнадцатый Арбитражный апелляционный суд города Воронежа 4 февраля 2010 года подтвердил законность отказа оператора раскрыть персональные данные абонентов представителям ФССП.
Прецедент стал региональным проявлением общефедерального конфликта сотовых операторов и судебных приставов.

## Инциденты и критика

### Обвинения в недобросовестной рекламе
В 2006 году к Tele2 предъявляли претензии Управления Федеральной антимонопольной службы (УФАС) по Курской области (использование образа несовершеннолетнего ребёнка в рекламе товара, не относящегося к детям) и Воронежской области (введение в заблуждение рекламой тарифа «0 центов за минуту за звонки нужным людям»). В первом случае поводом послужила телевизионная реклама тарифа Tele2, в которой женщина, держа на руках спелёнатого новорождённого, торопливо сообщает мужу его рост, вес и другие сведения. Во втором — реклама тарифа «0 центов за минуту за звонки нужным людям», которую в УФАС сочли недобросовестной, так как в ней не говорилось о том, что бесплатный интервал соединения составляет три секунды, посекундная тарификация начинается с 61-й секунды (0,07 $), количество «нужных людей» ограничено тремя абонентами Tele2, а при звонках «нужным людям» длительностью более 3 секунд взимается плата за соединение (0,01 $). В обоих случаях постановления УФАС были обжалованы оператором в суде и отменены.

### Утечка данных абонентов
В августе 2022 года в открытый доступ попали данные 7 530 149 абонентов компании, содержащие ФИО абонентов, номера телефонов, электронные адреса и пол. В самой компании утверждают, что утечка произошла по вине одного из IT-партнеров и не представляет угрозы для пользователей. 9 августа 2022 года Роскомнадзор запросил у Tele2 детальную информацию об утечке персональных данных миллионов клиентов компании. В случае подтверждения факта утечки регулятором компании грозит ответственность по ст 13.11 КоАП РФ.

### Навязывание услуг
Согласно статистике жалоб, приведенной в 2019 Роскомнадзором, 36% из всех обращений с недовольством о подключении платных услуг связано с Tele2. По данным опроса абонентов сотовой связи, проведенного в 2023 году аналитическим агентством Telecom Daily, 28% клиентов Tele2 сталкиваются с подключенным без ведома абонента платными услугами и подписками. Представители оператора в ответ на исследование заверили, что реализуют защиту абонентов от случайного или недобровольного подключения подписок.

## Санкции
20 июля 2023 года, на фоне вторжения России на Украину, t2 попал в санкционный список Канады «организаций, связанных с российским военно-промышленным комплексом, включая финансовые и телекоммуникационные компании».